# 罗丝·洛孔延
罗丝·纳西克·洛孔延（1995年1月24日—） 是一名来自南蘇丹的田径运动员，在肯尼亚生活和训练。

## 早年生活
洛孔延出生在南苏丹。她的父亲是一名士兵，她有四个弟弟妹妹。当她10岁时，洛孔延和她的家人在徒步逃离楚库杜姆村。然后一家人挤在一辆卡车后面，前往肯尼亚西北部的卡库马难民营。她的父母于2008年离开卡库马，将洛孔延和她的兄弟姐妹留在难民营。当她上到高中时，仍然生活在难民营中，洛孔延开始将跑步作为一种爱好。

## 竞赛
| 年             | 賽事           | 舉辦城市       | 名次           | 項目           | 記錄           |
| 难民运动员代表 | 难民运动员代表 | 难民运动员代表 | 难民运动员代表 | 难民运动员代表 | 难民运动员代表 |
| -------------- | -------------- | -------------- | -------------- | -------------- | -------------- |
| 2016           | 夏季奥运会     | 巴西里约热内卢 | 第七名         | 800米          | 2:16.64        |
| 2017           | 世界锦标赛     | 英国伦敦       | 第八名         | 800米          | 2:20.06        |
| 2019           | 世界接力赛     | 日本横滨       | 第七名         | 2x2x400米混合  | 4:08.80        |
| 2019           | 世界锦标赛     | 卡塔尔多哈     | 第七名         | 800米          | 2:13.39        |
| 2021           | 夏季奥运会     | 日本东京       | 第八名         | 800米          | 2:11.87        |